# Max Lossen

Arminia im Sommersemester 1864
obere Reihe, Zweiter von links : Max Lossen, Gründer des K.St.V. Arminia

Max Lossen (* 25. April 1842 in Emmershausen; † 5. Januar 1898 in München) war ein deutscher Historiker und Gründer von Studentenverbindungen.

## Familiärer Hintergrund
Lossen stammt aus einer westfälischen Familie, die besonders im Berg- und Hüttenwesen hervorgetreten ist und verschiedene bekannte Mitglieder (vgl. NDB Band 15, S. 200ff) hervorgebracht hat. Sein Vater war in Emmershausen Pächter eines Hüttenwerks. Lossen verlor jedoch beide Eltern mit sechs Jahren und fand mit seinen vier Geschwistern Aufnahme bei einem verwitweten Onkel, der Arzt in Kreuznach war.

### Mitglied der Aenania
1861 bestand Lossen am Kreuznacher Gymnasium die Reifeprüfung und wandte sich im selben Jahr nach München, um dort Rechtswissenschaft zu studieren. Daneben belegte er Geschichte, die sein Interesse zunehmend weckte, so dass er alsbald das Jurastudium aufgab. In München trat Lossen in die Aenania ein und bekleidete dort das Amt des Seniors.

### Gründung des K.St.V. Arminia
Lossen gründete daraufhin in Konkurrenz zur Bavaria Bonn am 6. November 1863 den K.St.V. Arminia Bonn, eine der in der Folge bedeutendsten katholischen Korporationen überhaupt. Lossen gründete die Arminia in Abgrenzung zu anderen katholischen „Korporationen“ nicht als Theologenkränzchen, sondern von Beginn als alle Fakultäten umfassende Laienbewegung im akademischen Raum. Er wandte sich zugleich erklärtermaßen gegen die Gründung einer katholischen Universität nach dem Muster der Katholischen Universität Löwen in Belgien. Lossen postulierte, es sei „eigentlich noch wichtiger, weil es näher liegt“, sich von katholischer Seite um die bestehenden deutschen Universitäten zu kümmern. Die Gründung der Arminia war damit zugleich gegen die Beschlüsse der Aachener Generalversammlung der katholischen Vereine Deutschlands 1862 gerichtet. Diese sahen die Gründung einer katholischen Universität nach dem Vorbild Löwens vor. Man hatte gar schon begonnen, Gelder für dieses Projekt zu sammeln.

### Gründung des KV
Entscheidenden Einfluss wird man Lossen auch bei der Gründung der beiden großen katholischen Korporationsverbände Kartellverband katholischer deutscher Studentenvereine (KV) und Cartellverband der katholischen deutschen Studentenverbindungen (CV) beimessen dürfen. Nach einer Katholikentagsrede 1863 von Georg von Hertling zu den Prinzipien der katholischen Korporationen war man bestrebt, alle katholischen Korporationen in einem Kartell zu vereinen. 1864 wurde der Würzburger Bund gegründet, dem eine Vielzahl von katholischen Korporationen, darunter die Arminia, beitraten. Als es um die Aufnahme auch der Bavaria ging, kam es zu Streit zwischen Arminia und Bavaria, der in die Spaltung des Würzburger Bundes in den KV und den CV mündete. Ob die Frage des Farbentragens den Ausschlag gab oder persönliche Gründe eine Rolle spielten, ist nicht abschließend geklärt.

### Gründung des AKStV Cheruskia
Im Zuge des Ersten Vatikanischen Konzils 1870/71 entstand Streit über das Unfehlbarkeitsdogma. Lossen schloss sich der altkatholischen Kirche an und musste deswegen die Arminia mit einer Anzahl Gleichgesinnter verlassen, nachdem er bei der Abstimmung, ob am Konfessionsprinzip festgehalten werden solle, knapp unterlegen war. 1882 gründeten vier Studenten mit Unterstützung des dimittierten Lossen den farbentragenden Altkatholischen Studentenverein AKStV Cheruskia in Bonn. Der Name Cheruskia wurde von Lossen als Historiker in mehrfacher Anspielung gewählt: Der von den Römern (d. h. von den rom-treuen Arminen) ebenfalls dimittierte Truppenführer (d. h. Lossen, der ehemalige Senior) Arminius (d. h. Lossen, Gründer der Arminia) hatte nach seiner Entlassung einen Aufstand der Cherusker gegen die Römer geführt und in der Varusschlacht vernichtend über sie gesiegt. Der Studentenverein Cheruskia löste sich 1929 auf, wurde aber am Pfingstsonntag 2005 in Mannheim-Waldhof durch Ralf Hagen und Lukas Karitnigg wiederbegründet.

## Beruflicher Werdegang
1865 kehrte Lossen nach München zurück, wo er zum Dr. phil. promoviert wurde. Anschließend übernahm er ein Tabakwarengeschäft der Familie, veräußerte dieses aber 1870 und setzte seine geschichtswissenschaftlichen Arbeiten als Privatgelehrter fort. 1881 wurde Lossen Sekretär der Königlich-Bayerischen Akademie der Wissenschaften. Seit 1885 war er deren außerordentliches und seit 1889 deren ordentliches Mitglied.

## Bedeutung
Der Einfluss Lossens auf die Entwicklung des katholischen Korporationswesens in seiner konkreten Ausprägung war bedeutend. Er gehört neben Georg von Hertling zu den prägenden Gestalten der frühen Zeit – bis hin zu seiner altkatholischen Gründung Cheruskia.

## Werke
- Max Lossen, Der Kölnische Krieg 1: Vorgeschichte 1561-1581, Gotha 1882; 2: 1582-1586, ebd. 1887, passim